# 11289 Frescobaldi
A 11289 Frescobaldi (ideiglenes jelöléssel 1991 PA2) a Naprendszer kisbolygóövében található aszteroida. Eric Walter Elst fedezte fel 1991. augusztus 2-án.